# Rhombophryne coudreaui
Rhombophryne coudreaui es una especie de anfibio anuro de la familia Microhylidae. Es una rana endémica del nordeste de Madagascar. Es una especie fosorial y terrestre que habita en selvas tropicales maduras entre los 200 y 1000 metros de altitud. Se considera cerca de estar amenazada de extinción debido a la pérdida de su hábitat natural causada por la agricultura, la deforestación y otras actividades humanas.